# باز بسكونيات
باز بسكونيات (بالإسبانية: Paz Bascuñán)‏ هي ممثلة تشيلية، ولدت في 2 يونيو 1975 بسانتياغو في تشيلي.

## وصلات خارجية
- باز بسكونيات على موقع IMDb (الإنجليزية)
- باز بسكونيات على موقع ألو سيني (الفرنسية)
- باز بسكونيات على موقع أول موفي (الإنجليزية)
- باز بسكونيات على موقع قاعدة بيانات الفيلم (الإنجليزية)
- باز بسكونيات على موقع كينوبويسك (الروسية)